# Гончаров, Михаил Дмитриевич
Михаил Дмитриевич Гончаров (1891, хутор Новошрамковка, Пирятинский уезд, Полтавская губерния, Российская империя — 7 марта 1945, Польша) — генерал-майор танковых войск, заместитель командующего 2-й гвардейской танковой армией.

## Жизнеописание
Михаил Дмитриевич Гончаров родился в 1891 году на хуторе Новошрамковка Пирятинского уезда Полтавской губернии Российской империи, теперь земли бывшего хутора находятся в составе села Шрамковка Драбовского района Черкасской области Украины.
Начал военную службу в царской армии, участвовал в первой мировой войне. Находясь в чине поручика командовал ротой. После революции, в 1918 году, перешёл на службу в РККА. Прослужил в армии более двадцати лет. 11 лет боролся с басмачами в Узбекистане.
С 15 октября 1932 года был командиром 19-го Туркменского кавалерийского полка. Через некоторое время был переведен на Дальний Восток, на китайскую границу.
В Дальневосточном военном округе, Михаил Дмитриевич был арестован по обвинению в заговоре группы военных. Пробыл в заключении 1,5 года. Перед войной был реабилитирован. 24 июля 1941 года получил воинское звание генерал-майор.
С 25 августа 1941 года по 4 декабря 1941 года командовал 30-й стрелковой Иркутской, орденов Ленина, трижды Краснознаменной дивизией имени Верховного Совета РСФСР.
На 1-й Белорусский фронт попал после ранения.
В 1944—1945 годы М. Д. Гончаров — заместитель командующего 2-й гвардейской танковой армией. Несмотря на солидный возраст (ему было за пятьдесят) и высокое звание он принимал активное участие не только в разработке планов операций, но и непосредственно в боях.
3 февраля 1945 года, за боевые отличия в Варшавско-Познанской наступательной операции, генерал-майор танковых войск Гончаров был представлен, командующим 2-й гвардейской танковой армией генералом Богдановым, к присвоению звания Герой Советского Союза, но наградили Гончарова орденом Кутузова 1 степени.
На переправе частей 12-го гв. тк через р. ИНА 1 марта 1945 года в г. Ретц, Западная Померания (современная Польша) был тяжело ранен и эвакуирован в госпиталь. Умер от ран 7 марта 1945 года. Похоронен в городе Бресте.
Некоторые личные вещи Гончарова Михаил Дмитриевича (простреленная шинель и другие вещи, привезенные солдатами его части вместе с похоронкой) хранятся в краеведческом музее города Сороки (Молдавия).
Также его имя в советское время носила школа в селе Шрамковка Драбовского района Черкасской области, в состав которого вошел хутор, на котором он в свое время родился.

## Награды
- два ордена Ленина (02.08.1941, 21.02.1945 -выслуга лет)
- два ордена Красного Знамени (03.08.1944, 03.11.1944 -выслуга лет)
- Орден Кутузова 1 степени (06.04.1945 посмертно)
- Орден Суворова 2 степени (13.09.1944)
- медаль «XX лет Рабоче-Крестьянской Красной Армии»

## Память
Личные вещи Гончарова Михаил Дмитриевича (простреленная шинель и другие вещи, привезенные солдатами его части вместе с похоронкой) хранятся в краеведческом музее города Сороки (Молдавия).